# 1 2 3 4 (албум)
1 2 3 4 је лајв албум групе Велики презир, објављен 1997. године у издању дискографске куће Аутоматик. За овај албум коришћен је материјал са концерта снимљеног у студију "М" у Новом Саду, 28. јуна 1997. године.

## Листа песама
1. "Интро"
2. "Само тебе знам"
3. "Падати"
4. "Између"
5. "Одводи"
6. "Буди сунце"
7. "Светлеће"
8. "На трагу"
9. "Реке теку бродовима"
10. "Не знам"
11. "Удица"
12. "Добро је"

- Текст и музика - Владимир Коларић.